# Петер Петер (данський музикант)
Петер Шнайдерман, більш відомий як Петер Петер (народився 12 серпня 1960 року) - данський рок-музикант, колишній учасник рок-гурту з Данії Sort Sol (раніше SODS), до того, як зайнявся власними музичними проєктами Bleeder і Bleeder Group. Петер Петер також відомий своєю співпрацею з режисером Ніколасом Віндінґом Рефном і написав музику та саундтреки до декількох його фільмів.

## Біографія
Шнайдерманн народився на острові Борнхольм, але невдовзі після його народження сім'я переїхала до Копенгагена. В юності Петер дуже цікавився кіно і музикою. Він придбав гітару Hagstrom, яку згодом пофарбував у рожевий колір. Гітара супроводжувала його протягом усього життя, а її зображення витатуйоване на його передпліччі. Він також займався дзюдо і виграв Кубок Копенгагена в залі Baunehøj. Під час занять дзюдо він познайомився з Ларсом Нюбо, який грав на барабанах у гурті Space-brain, пізніше відомому як Suck. Стін Йоргенсен, побачивши його потенціал як співака, запросив його до гурту.  

## У складі Sods / Sort Sol
Незабаром після розпаду Suck, Стін Йоргенсен і Петер Шнайдерманн сформували нову групу під назвою «Sods» (стилізована як SODS), а дівчина Стіна Каміла запропонувала назву. Пізніше Кнуд Одде і Томас Ортвед приєдналися до групи. «Sods» випустили платівки Minutes to Go і Under En Sort Sol.
Пізніше SODS було перейменовано на «Sort Sol» (що означає "Чорне Сонце") і до його складу увійшов новий учасник: Ларс Топ-Галіа, який разом з Петером став відомим як "злі близнюки". Зміна назви також означала зміну жанру музики, яку вони грали, перейшовши від треш-панку до більшої схожості з поп-музикою. 
У 1993 році гурт випустив альбом "Glamourpuss". Проте невдовзі після цього Петер Петер вирішив покинути гурт у 1995 році.

## Bleeder / The Bleeder Group
У 1995 році Петер Петер заснував гурт більш орієнтований на жанр панк - «Bleeder», після чого заснував власний лейбл "I Hate You Records". 
Дебютним синглом став "Knucklehead", за яким у 1997 році вийшов альбом "Psycho Power". Заголовний трек, на який сильно вплинув Девід Бові, був використаний Ніколасом Віндінгом Рефном, що поклало початок тривалій співпраці між Петером і Рефном. Іншим помітним треком стала кавер-версія хіта «The Osmonds» "Crazy Horses". 
У 1996 році «Bleeder» написав музику до культового фільму данського режисера "Дилер". Рефн, палкий шанувальник гурту, назвав свій другий фільм "Bleeder" на честь нового гурту Петера Петера. 
Залучення співачки Шарлотти Багге, відомої з андеграундної формації Squirm, означало новий розвиток для гурту «Bleeder».  
Петер Петер також співпрацював з гуртом «Düreforsög», продюсуючи їхній альбом "Beach in" (1999), а також продюсував гурт Крістіана Вестера «Goodiepal». Серед інших проєктів Петера - партитура до фільму "De Skrigende Halse".
У 2000-х Петер Петер заснував новий проєкт, який назвав «The Bleeder Group» (щоб відрізнити його від оригінального «Bleeder»). Нова група випустила альбом "Sunrise", який отримав широке визнання у 2004 році. До нього увійшли треки: "The Men Behind the Moon", "It's Just A Game", "I Know You're Going to Love My Sad Song / About People And What They Do" та нова версія "Knucklehead".
Пізніше Петер Петер присвятив більшу частину свого часу написанню музики до фільмів, але також виступав на деяких фестивалях, таких як Копенгагенський джазовий фестиваль разом з Томасом Ортведом з гурту «Sort Sol». 

## Інші гурти та проєкти
Петер Петер також грав у різних гуртах, включаючи:
- «Martin and the Martians», данський панк-гурт, до складу якого входив Мартін Крог.
- «Tina Talks», ще один данський панк-гурт, до складу якого входили Ларс Бо "Толле" Толстой Якобсен і Томас Ортвед.
- «Monomania», експериментальний поп-панк/рок-гурт, до складу якого входили «Pussy Punk» (Кейт Свангольм), «Eddie Haircut» (Мілан Бальсгаард), «Vicious Decay» (Анн-Крістін Гльот) і Сніфф Хекерберг.
- «Pubescent Hysteria», данський панк-гурт, до складу якого входили Франц Де Застер, Тіммі Андерсен і «Sorte Per».
- Він також створив музику для промо-матеріалів до гри «Kane & Lynch: Dead Men».

Серед інших проєктів, у яких він брав участь, - «Support» (гурт Франца де Застера), «Tapehead». Також писав для панк-фензину «Iklipsx». 
Продюсував такі панк/постпанк/арт-панк/нью-вейв гурт «Tee Vee Pop», а в 2009 році - данський панк-рок-гурт «Iceage» на початку своєї кар'єри.

## Дискографія
У складі «Sods»:
- Minutes to Go[en] (1979)
- Under en sort sol[en] (1980)

У складі «Sort Sol»:
- Dagger & Guitar[en] (1983)
- Everything That Rises Must Converge[en] (1987)
- Flow My Firetear[en] (1991)
- Glamourpuss[en] (1994)

Із Kira Skov
- Epiphanies of Grandeur (2012)

## Фільмографія
З Ніколасом Віндінґом Рефном:
- Дилер (1996)
- Той, що стікає кров'ю (1999)
- Дилер 2 (2004)
- Дилер 3 (2005)
- Вальгала: Сага про вікінга (2009)
- Ковбой із Копенгагена (2022)